# Самуров, Ливерий Александрович
Ливерий Александрович Самуров (27 августа 1912 — 30 апреля 1987) — конструктор приборов скоростной фотографии и кинематографии, лауреат Сталинской премии.

## Биография
Окончил оптический факультет ЛИТМО (1936). Работал в КБ ГОИ имени С. И. Вавилова в должностях от конструктора до руководителя группы.
Во время Великой Отечественной войны разрабатывал приборы для скоростной фотографии.
Похоронен на Большеохтинском кладбище Санкт-Петербурга.

## Научная деятельность
Автор оригинальных оптических схем и конструкций различных физических приборов, скоростных кинокамер и объективов с переменным фокусом, в том числе оптических схем и конструкций высокоскоростной кинокамеры с частотой съёмки от 5 до 100 тысяч кадров — ФП-22 (1956) и сверхскоростной кинокамеры с частотой съёмки от 400 до 5000 тысяч кадров — ФП-38 (1962).

## Награды и звания
- Сталинская премия 2 степени (1949) — за разработку новой съёмочной камеры;
- орден Красной Звезды (1945);
- Орден «Знак Почёта» (1943).